# Bastardiopsis turumiquirensis
Bastardiopsis turumiquirensis là một loài thực vật có hoa trong họ Cẩm quỳ. Loài này được (Steyerm.) V.R.Fuertes & Fryxell mô tả khoa học đầu tiên năm 2002.